# 石井貴子 (レースクイーン)
石井 貴子（いしい たかこ、1982年7月24日 - ）は、京都府出身の元レースクイーン、元モデル。愛称は「たかちん」。
活動当時はネットアージュに所属していた。2010年8月いっぱいで引退。

## 人物
- 趣味：買い物、半身浴、旅行　マッサージに行くこと
- 特技：料理、ネイルアート
- 好きな色：白、黒、グレー、ショッキングピンク

## 主な活動

### キャンペーンガール
- 三菱自動車「ROAR Girls」（2005年～2008年）

### レースクイーン
| 年     | カテゴリー | チーム名                         | 他メンバー                   |
| ------ | ---------- | -------------------------------- | ---------------------------- |
| 2007年 | SUPER GT   | Castrolサーキットレディ          | 平井和希                     |
| 2008年 | SUPER GT   | housan's cosmos サーキットレディ | 平山愛子、三木響子、大野恵子 |

### 自動車展示会
- 東京モーターショー
  - Kawasakiブースコンパニオン（2005年）[注 1]
  - ダイハツブースモデル（2009年）[1]
- 東京オートサロン
  - 三菱自動車ブースコンパニオン（2006年・2007年・2008年）[5]
  - TOYOTAブースコンパニオン（2009年）[注 2]
- 大阪オートメッセ
  - AV Kansaiブースコンパニオン（2005年）[8]
  - 三菱自動車ブースコンパニオン（2006年・2007年・2008年）
  - TOYOTAブースコンパニオン（2009年）[7]
- 名古屋オートトレンド
  - 三菱自動車ブースコンパニオン（2006年・2007年・2008年）
  - TOYOTAブースコンパニオン（2009年）[7]
- 東京モーターサイクルショー・Kawasakiブースコンパニオン（2006年3月）[9]

### その他
- R.I.S.E.（格闘技）ラウンドガール（2008年）
- 舞台「朗読劇・田辺聖子の世界」（2009年5月9日、兵庫県立芸術文化センター[10]）